# Гальванізація

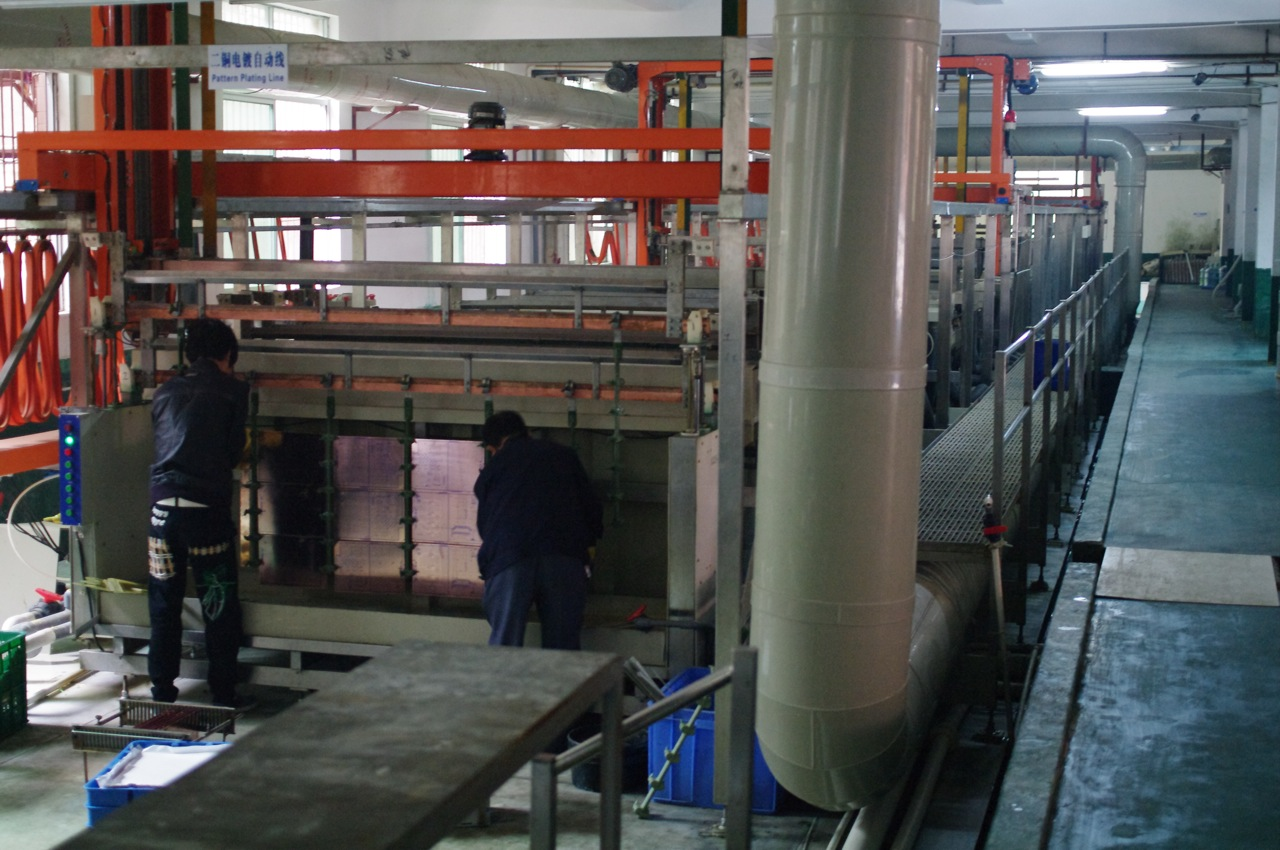
Обладнання з виготовлення покритих міддю пластин для друкованих плат

Гальванізація — метод покриття одного металу іншим шляхом електролізу. 

## Загальний опис
Гальванізують поверхні з декоративною метою (наприклад, сріблення, міднення). У промисловості ж гальванізацію застосовують для зміцнення металевої поверхні виробів і захисту їх від впливу зовнішнього середовища, наприклад від корозії; зазвичай гальванізують цинком (Цинкування), міддю, хромом, нікелем.
Приклад гальванізації сріблом (або золотом): у ємність з водою додається каталізатор для посилення електропровідності води, опускається мідна (для більшої електропровідності) рама з прикріпленим до неї мішечком зі сріблом. Також опускається друга рама з прикріпленою металевою деталлю, яку треба посріблити. Рама зі сріблом приєднується до генератора постійного струму на клему «+», а рама з деталлю — на клему «-», вмикається генератор. Іони срібла під впливом струму переходять у воду й осідають на металевій деталі. Через деякий час виходить посріблена деталь.

## Інтернет-ресурси
- Animation einer Galvanisierung (Flash; 541 kB)
- Galvanische Beschichtung im Wiki der elektrischen Kontakte
- Praktische Galvanotechnik (abgerufen am 18. Juni 2020)
- VORLESUNG FERTIGUNGSTECHNIK I (abgerufen am 18. Juni 2020)
- Grundlagen Galvanotechnik (abgerufen am 18. Juni 2020)